# لي لينليو
لي لينليو (بالإنجليزية: Le Linleu)‏ هو أحد جبال سلسلة جبال الألب شابلايس وجزء من القمة الأم كورنيتيس دي بيسي يقع في كانتون فاليز، سويسرا. يبلغ ارتفاع الجبل حوالي 2093 متر، بينما يبلغ ارتفاع نتوء الجبل 279 متر.